# Chromis onumai
Chromis onumai là một loài cá biển thuộc chi Chromis trong họ Cá thia. Loài này được mô tả lần đầu tiên vào năm 2007.

## Từ nguyên
Từ định danh okamurai được đặt theo tên của Hisashi Onuma, người đầu tiên phát hiện ra loài cá này và đã thu thập các mẫu phụ chuẩn.

## Phạm vi phân bố và môi trường sống
C. onumai mới chỉ được biết đến tại quần đảo Izu (Nhật Bản) và phía nam đảo Đài Loan, được tìm thấy ở độ sâu khoảng 51–90 m.

## Mô tả
C. onumai có chiều dài cơ thể lớn nhất được ghi nhận là 12,6 cm. Cơ thể có màu nâu đỏ. Mống mắt màu vàng. Gai vây lưng màu nâu vàng, phần vây mềm còn lại màu nâu đỏ. Vây đuôi trắng với hai dải nâu sẫm trên thùy đuôi. Vây ngực trong suốt. Các vây còn lại màu nâu đỏ hoặc vàng nhạt. Có 3 đốm trắng trên thân: hai đốm nằm ngay sau gốc vây lưng và vây hậu môn, đốm còn lại nằm giữa vây đuôi. Cá con có màu vàng sẫm hoặc lục xám; các vây được viền xanh ánh kim.
Số gai ở vây lưng: 14; Số tia vây ở vây lưng: 12–13; Số gai ở vây hậu môn: 2; Số tia vây ở vây hậu môn: 12–13; Số tia vây ở vây ngực: 19–20; Số gai ở vây bụng: 1; Số tia vây ở vây bụng: 5; Số vảy đường bên: 16–17.

## Sinh thái học
Thức ăn của C. onumai là động vật phù du. Cá đực có tập tính bảo vệ và chăm sóc trứng; trứng có độ dính và bám vào nền tổ.